# 夏瑟
夏瑟（韓語：하슬，1997年8月18日—）本名為曹夏瑟（：／ Cho Ha Seul），韓國女歌手，出生於韓國全羅南道順天市，原為女子團體本月少女的成員之一，也是本月少女固定子團體本月少女 1/3的一員。是本月少女成員中第三個被公開且以個人身份出道的成員，亦為本月少女的隊長。夏瑟在2016年12月15日以單曲專輯《HaSeul》個人出道，其後又隨固定子團體本月少女 1/3和本月少女大隊於2017和2018年出道。現為Modhaus旗下團體ARTMS成員。

## 出道前
夏瑟出生于韩国全羅南道的順天市 ，本貫為昌寧曹氏。她在读小学的时候加入了学校的合唱团，因为觉得在舞台上录音很有趣而产生了成为偶像艺人的梦想。在进入Blockberry Creative前，夏瑟得到了老师邀请前往青少年歌唱大赛，她也正是在那里被选中进入公司。在出道前她大约经历了4到5个月的练习生生活。

## 演艺生涯
夏瑟的身份第一次被公开是在2016年的12月8日，她也是在姬振、贤真之后第三位被公开身份的本月少女成员。其个人单曲专辑《HaSeul》于一周后被公开，专辑收录有主题曲〈少年，少女〉和收录曲〈The Carol〉，〈Carol〉的音乐录像带由已公开的三名成员参与拍摄，而〈少年，少女〉则由夏瑟和摄影团队Digipedi在冰岛进行摄影。
2017年2月16日，Blockberry Creative公开了之前预告之固定子团体本月少女 1/3的音乐录像带预告，并表示子团体由姬振、贤真、夏瑟和ViVi组成。组合于3月12日SBS的节目《人气歌谣》上完成了出道舞台，其迷你專輯《Love & Live》和主题曲〈Love & Live〉的音乐录像带于3月13日公开。2018年8月19日，在12名成员全部被公开后，夏瑟作为本月少女的一员在首尔漢南洞举行了出道舞台，并正式以本月少女的成员身份出道。
2020年1月8日，Blockberry Creative发布公告称夏瑟由于心理不安症状就医，被诊断为不安症并需要安定治疗，将不参与《[#]》的活动并专心投入治疗。同年9月17日，在本月少女宣布将以《[12:00]》回归时，所属社再次发表通告表示夏瑟虽然已经接受治疗但仍未完全恢复，基于夏瑟之健康考虑将继续缺席当次回归活动。
2023年6月21日，與Modhaus正式簽定專屬合約，成為旗下團體ARTMS一員。
2024年12月9日，發行個人第二張數位單曲《Fragile Eyes》。

## 音乐作品

### 单曲专辑
| 單曲 | 專輯資料                                                          | 曲目                            |
| ---- | ----------------------------------------------------------------- | ------------------------------- |
| 1st  | 《HaSeul》 - 發行日期：2016年12月15日 - 語言：韓語 - 銷量：10,982 | 曲目 1. The Carol 2. 소년, 소녀 |
| 2nd  | 《Fragile Eyes》 - 發行日期：2024年12月9日 - 語言：韓語 - 銷量：  | 曲目 1. Fragile Eyes            |